# Абду Арруї
Абдулрахман "Абду" Арруї (араб. عبدو هروي, нар. 13 січня 1998, Лейден, Нідерланди) — марокканський футболіст, центральний півзахисник італійського клубу «Верона» та національної збірної Марокко.

## Ігрова кар'єра

### Клубна
Абду Арруї народився у нідерландському місті Лейден у родині марокканців. Займатися футболом почав в юнацькій команді роттердамської «Спарти». З 2017 року футболіст грав у дублюючому складі «Йонг Спарта» у Другому дивізіоні чемпіонату Нідерландів. Паралельно з цим півзахисника почали залучати і до першої команди, яка грала в Ередивізі.
В останній день трансферного вікна літа 2021 року італійський «Сассуоло» на правах оренди до кінця сезону запросив Арруї до свого складу. По завершенні терміну оренди футболіст підписав з клубом повноцінний контракт. 
Але вже через рік Арруї перейшов до іншого клубу Серії А — «Фрозіноне», з яким марокканець підписав контракт до завершення сезону 2025/26.
Влітку 2024 року Арруї перейшов до складу «Верони»

### Збірна
Абду Арруї народився у Нідерландах і міжнародну кар'єру починав у юнацькій збірній Нідерландів. У 2021 році Арруї у складі молодіжної збірної Нідерландів взяв участь у молодіжному чемпіонаті Європи в Словенії та Угорщині.
У вересні 2021 року Арруї прийняв запрошення від національної збірної Марокко на матчі відбору до чемпіонату світу 2022 року.